# Les Cracks
Pour les articles homonymes, voir Crack.
Ne doit pas être confondu avec Cracks.
Pour plus de détails, voir Fiche technique et Distribution.
Les Cracks est un film français réalisé par Alex Joffé, sorti en 1968. Comédie sous forme d'énergique course poursuite semée d'embûches et de gags, ce film mouvementé est tourné quelques années avant la mort de Bourvil.

## Synopsis
Au tout début du vingtième siècle en région parisienne, un inventeur nommé Jules-Auguste Duroc met toutes ses économies dans un vélo révolutionnaire, doté de plusieurs fonctionnalités jusqu'alors inédites, comme la roue libre permettant de cesser de pédaler notamment dans les descentes. Malgé ses mutiples efforts pour trouver un investisseur ou une banque pour financer son brevet et la production industrielle de ses cycles, il se retouve dans une situation personnelle critique.
Criblé de dettes, il se voit de plus harcelé par un féroce huissier ne cessant de vouloir saisir son invention. Duroc n'a plus qu'un espoir, faire remarquer son engin dans une compétition cycliste internationale. Sa seule chance repose sur la toute prochaine compétition franco-italienne reliant par étapes, la capitale française à San-Remo en Italie. Son beau-frère, le trentenaire Lucien Médard est choisi pour tester la nouvelle bicyclette. Mais sans autre issue pour fuir l'huissier tenace, Duroc se retrouve sous la tour Eiffel, lieu du départ de l'épreuve. Se retouvant au milieu du peloton, l'inventeur se retrouve dès lors propulsé dans la course, malgé sa cinquantaine passée. Heureusement, son invention se révèle extrêmement efficace et il commence à remporter des succès au cours de plusieurs étapes. Son épouse tente à plusieurs reprises tantôt de le décourager puis de le soutenir, face aux tricheries et autres méfaits du méchant huissier, lequel ne va pas tarder à investir lui-même dans l'affaire tout en voulant saboter leurs vélo ou droguer les compétiteurs...

Principaux rôles
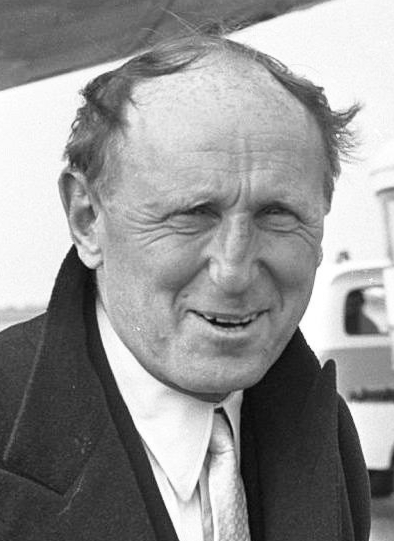
Bourvil (Jules Duroc)
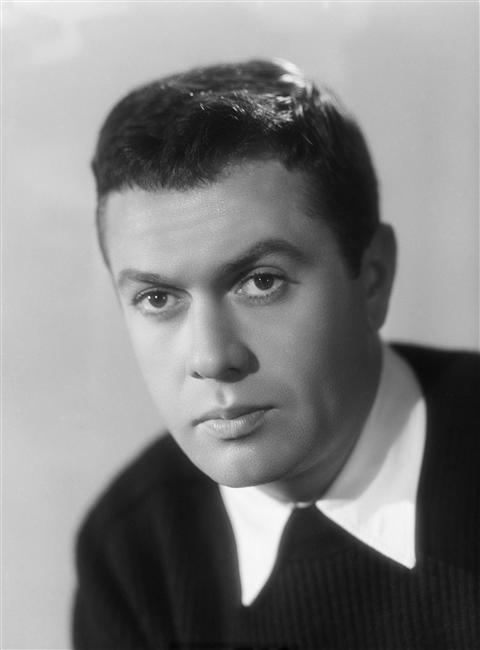
Robert Hirsch (Maître Mulot, huissier)
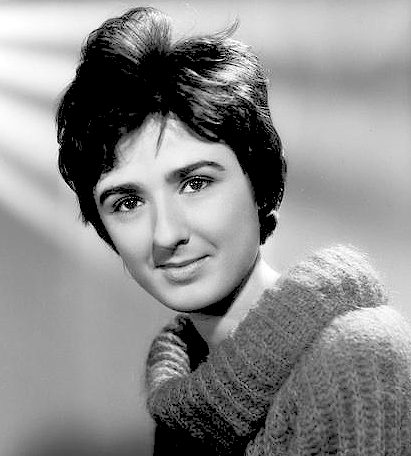
Monique Tarbès (Desphine Duroc)
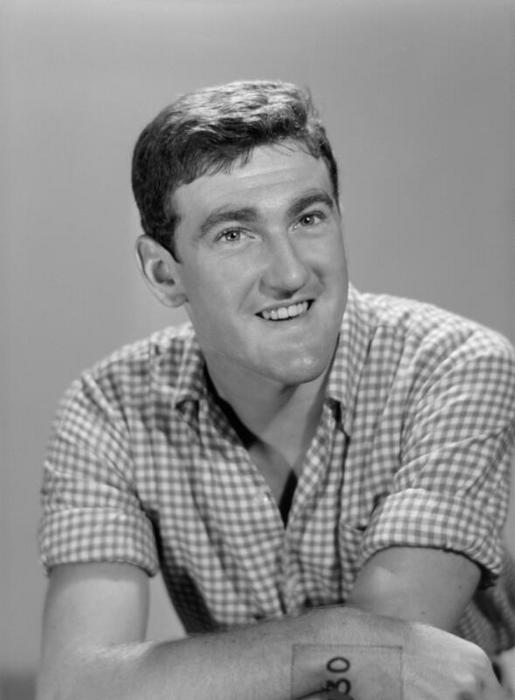
Patrick Préjean (Lucien Médard)
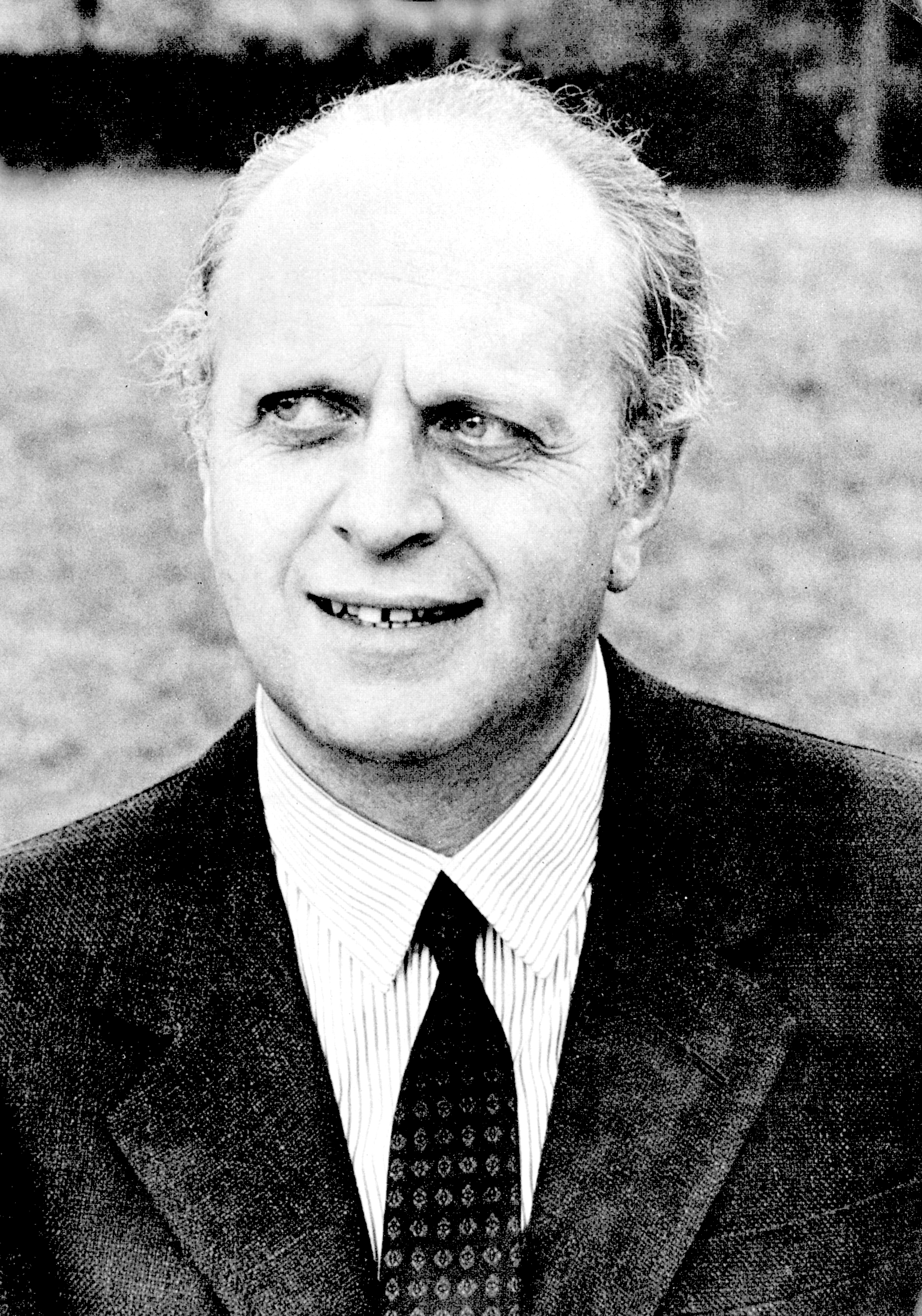
Gianni Bonagura (commandatore Pifarelli)
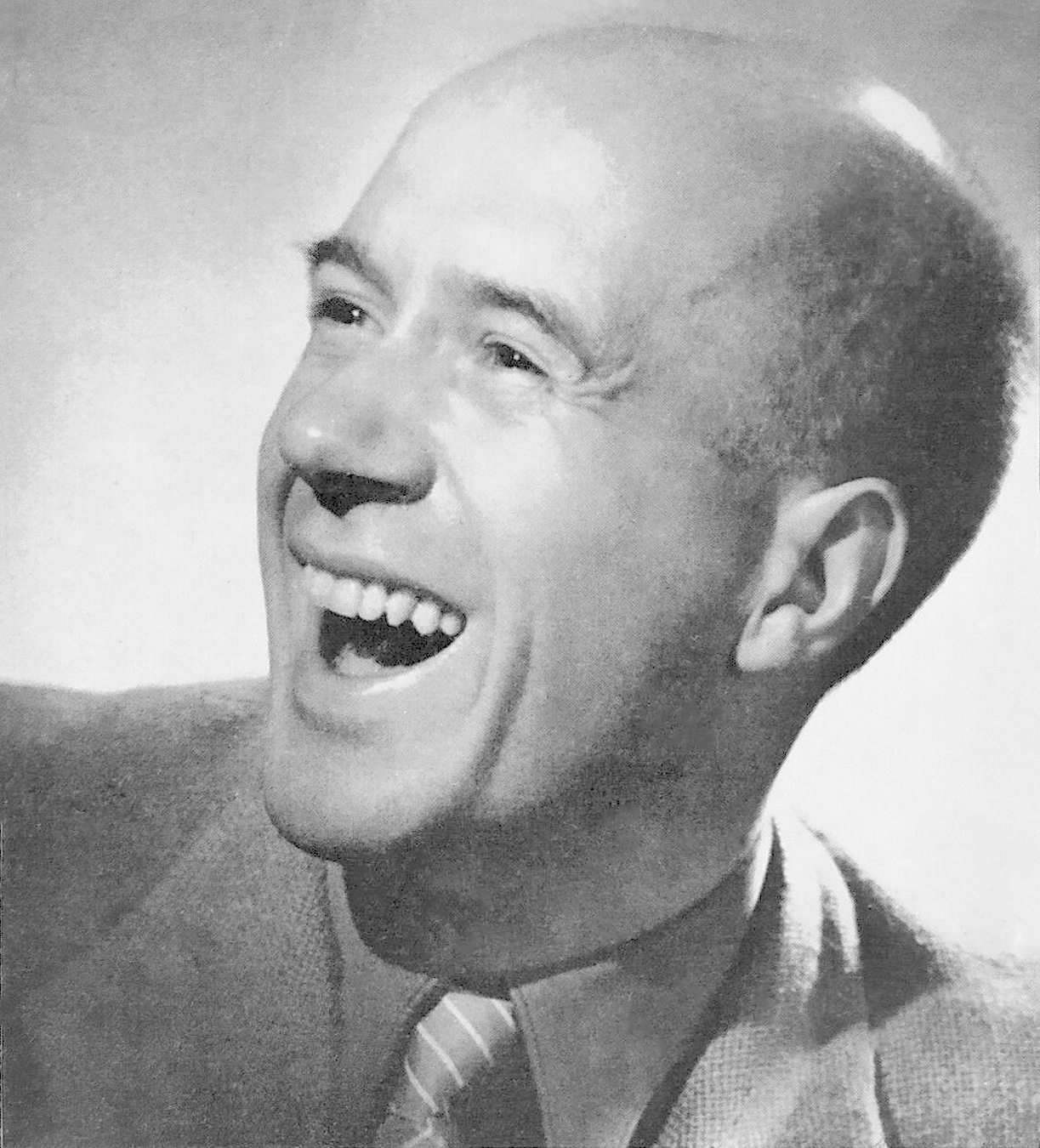
Roger Caccia (Semeur et pêcheur)
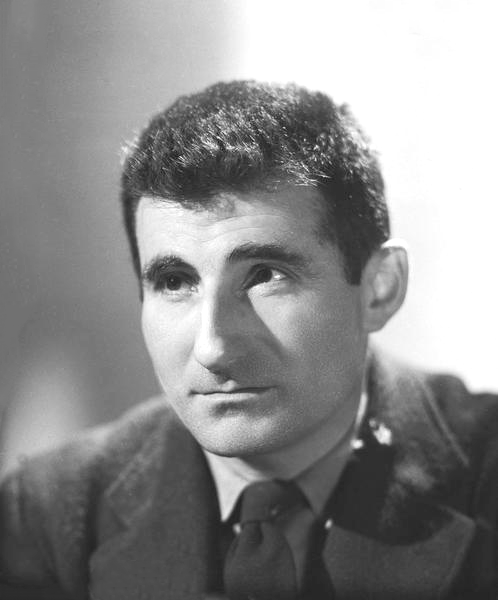
Marcel Pérès (garde-barrières)

## Fiche technique
- Réalisation : Alex Joffé
- Réalisation pour la seconde équipe : L.A. Pascal
- Scénario : Alex Joffé
- Adaptation et Dialogue : Jean Bernard-Luc, Gabriel Arout, Pierre Lévy-Corti, Alex Joffé
- Assistants réalisateur : Marc Grunebaum et Bernard Stora
- Images : Jean Bourgoin
- Opérateur : Gilbert Chain, assisté de Roger Tellier et Simone Frai et pour la seconde équipe Didier Tarot, assisté de Jacques Mironneau et Claude Bourgoin
- Musique : Georges Delerue (éditions Hortensia)
- Les paroles Italo musicales des airs chantés par Michel Hamel (le grand Caruso), sont de Alex Joffé et Ornella Volta
- Décors : Philippe Ancelin, assisté de Pierre Cadiou et Albert Rajau
- Décors de Vichy et San Remo : Jean Mandaroux
- Son : Pierre Calvet ; perchman : Gaston Demède ; montage son : Sophie Coussein
- Montage : Éric Pluet, assisté de Hadassa Misrahi
- Scripte : Francine Corteggiani et pour la seconde équipe : Geneviève Cortier
- Photographe : Léonard de Raemy
- Régisseur : Jean-Pierre Spiri-Mercanton, Raymond Favre et pour la seconde équipe : Robert Saussier
- Régisseur adjoint : Michel Pasquier
- Régisseur extérieur : Jean Boulet
- Costumes dessinés par Marie-Ange
- Chef costumier : Hélène Nourry
- Maquillage : Serge Groffe et Maud Bégon
- Coiffeuse : Janou Pottier
- Ensemblier : Roger Volper
- Cascades réglées par Yvan Chiffre
- Conseiller technique pour les vélocipèdes : René Geslin
- Pellicule 35 mm - couleur par Eastmancolor, Franscope
- Production : Fidès Régina, T.C Production, S.N.C, West Films Corona, Impéria (Franco-Italienne)
- Directeur de production : Pierre Saint-Blancat
- Producteur délégué : Gérard Ducaux-Rupp et Pierre Bochard
- Chargé de presse : Claude Le Gac
- Administrateur de production : Odette Hainsselin
- Secrétaire de production : Jeanne-Marie Liron
- Laboratoire : L.T.C Saint-Cloud
- Auditorium de Paris-Studio-Cinéma (Billancourt)
- Durée : 110 min
- Date de sortie : 1er mars 1968
- Genre : Comédie

## Distribution
- Bourvil : Jules Auguste Duroc, inventeur
- Robert Hirsch : Maître Charles Mulot, huissier de justice
- Gianni Bonagura (en) : Pifarelli, le commandatore
- Monique Tarbès : Delphine Duroc, la femme de Jules
- Patrick Préjean : Lucien Médard, "la Gauloise"
- Michel de Ré : le marquis de Lion
- Edmond Beauchamp : le vétéran
- Anne Jolivet : Jocelyne de Lion
- Jacques Arbez : gendarme Fieschi
- Teddy Bilis : Mouton, le chauffeur du marquis
- Roger Caccia : le semeur-pêcheur
- Serge Coursan
- Gérald Denizot : Maître Rossignol, huissier
- Gilles Dreu : le serrurier, "La Gauloise"
- Max Fournel : Osmond, chauffeur de Pifarelli
- Georges Guéret : le 11 de "Latina"
- Fernand Guiot : gendarme avec Fieschi
- Francis Lax : Carrel, "La Gauloise"
- Giuseppe Mattei : Orlando, "Latina"
- Jean-Claude Monteil : le 5 "Latina", flottant
- Marcel Pérès : le garde-barrières
- Jacques Plée : le bedeau arrosé
- Hélène Rémy : la dame blanche
- Daniel Romand : maillot vert "wagon bestiaux"
- Bernard Verley : M. Lelièvre, le contrôleur
- Paul Wagner : coureur "Latina" (?)
- Avec les voix de Françoise Walch et Michel Hamel

Non crédités
- Adrien Cayla-Legrand : un gendarme
- Serge Bento : un coureur dans le wagon à bestiaux
- Jean Roucas : une figuration
- Patrick Poivre d'Arvor est figurant[1].

## Tournage
Le tournage a eu lieu de mai à septembre 1967, en extérieur dans le Vexin, près du bourg de Montjavoult (Oise) ; dans les Monts d'Ardèche, où Alex Joffé possédait une maison de campagne, et notamment dans la ville de Lamastre ; dans les studios de la Victorine à Nice.
A Paris, au Champ-de-Mars. Au parc de Saint-Cloud.
Les scènes du ravitaillement où Maître Mulot (Robert Hirsch) ajoute des somnifères à la limonade des coureurs (afin de pouvoir attraper Jules Auguste Duroc, le personnage de Bourvil) ainsi que l'arrivée à Vals-les-Bains furent tournées à Valence (Drôme) sur l'Esplanade du champ de Mars et l'on peut y voir le kiosque de Peynet, ainsi que le château de Crussol au loin, surplombant la vallée. Une autre scène d'arrivée prétendument à Vichy fut en fait tournée au Domaine national de Saint-Cloud (Hauts-de-Seine). L'arrivée à San Remo a été tournée à Antibes (Alpes-Maritimes) au stade du Fort Carré. 
Le film comprend plusieurs scènes ferroviaires tournées à Intres, Chalencon et Le Plat sur le réseau du chemin de fer du Vivarais et l’ancien réseau du Vivarais, exploité par la compagnie de chemins de fer départementaux (CFD). Les scènes de la descente avant l'arrivée à San Remo ont été tournées sur le plateau ardéchois aux environs de Mézilhac. On aperçoit d'ailleurs le mont Gerbier de Jonc en fond dans plusieurs scènes.

## Autour du film
Durant le tournage d'une scène de course-poursuite houleuse à bicyclette, Bourvil fut victime d'une violente chute qui l'obligea à subir des examens médicaux. A part un hématome au bas du dos, rien n'attira spécifiquement l'attention des médecins jusqu'au moment où l'acteur, profitant de son passage à l’hôpital, leur demanda d'examiner un abcès qu'il avait à l'oreille depuis quelque temps (en l’occurrence un kyste) . Opéré sans difficultés, Bourvil reprit le tournage du film. Cependant, il s'avéra, quelques jours plus tard, que les résultats médicaux étaient très alarmants. Ceux-ci révélèrent, en effet, que l'acteur souffrait de la maladie de Kahler. Effondré en l'apprenant, Bourvil termina pourtant le tournage du film. Il mourra de cette maladie trois ans plus tard, en septembre 1970.
Le vélo du film a été conservé : il est visible à la chapelle Notre-Dame des Cyclistes de Labastide-d'Armagnac (département des Landes, France).